# Lost in the Game
Lost in the Game is een Nederlandse jeugdserie uit 2016. De serie werd uitgezonden op NPO Zapp. Aan de serie was ook een Zappmissie gekoppeld.

## Verhaal
Acht jongeren krijgen spontaan een uitnodiging voor een zomerkamp, alleen blijkt het kamp anders te zijn dan ze verwachten.

## Rolverdeling
| Acteur                | Personage     | opmerking             |
| --------------------- | ------------- | --------------------- |
| Tonko Bossen          | Mas           | Tweelingbroer van Liz |
| Elodie Hooftman       | Liz           | Tweelingzus van Mas   |
| Venna van den Bosch   | Naima         |                       |
| Walid Taha El Idrissi | Ramses        |                       |
| Sophia Wezer          | Moeder Ramses |                       |
| Björn Bender          | Walt          |                       |
| Cato Arends           | Kyon          |                       |
| Noah de Nooij         | Lo            |                       |
| Roos Wiltink          | Rosie         |                       |
| Hans Breetveld        | Bertof Mans   |                       |
| Kay Greidanus         | Mario         |                       |
| Britte Lagcher        | Evi           |                       |
| Hugo Maerten          | Simon         |                       |
| Rian Gerritsen        | Gaia          |                       |
| Sarah Bannier         | Antoinette    |                       |
| Lois Beekhuizen       | De helpster   |                       |
| Jan Versteegh         | Kees Kap      |                       |